# Symphonies of Sickness
Symphonies of Sickness è il secondo album del gruppo grindcore/death metal britannico Carcass. Viene pubblicato dalla Earache Records il 4 novembre 1989.

## Descrizione
La band comincia l'evoluzione del proprio stile mettendo da parte gli eccessi sonori di Reek of Putrefaction a favore di una maggiore pulizia sonora e perizia tecnica che avvicina il sound della band al death metal. Le composizioni diventano più complesse e la produzione, finalmente all'altezza, mette in mostra le spiccate doti tecniche dei componenti, in particolar modo il virtuosismo di Bill Steer alla chitarra ed il drumming incessante, ma variegato, di Ken Owen alla batteria.

## Ristampe
Come già successo con Reek of Putrefaction, anche Symphonies of Sickness venne pubblicato con il tanto discusso artwork gore che vedeva parti di cadaveri umani messi insieme ad uso collage. La prima stampa su CD vede difatti una copertina alternativa identica a quella di Reek of Putrefaction (ovvero un collage di disegni tratti da un manuale di anatomia umana), ma differente nell'uso dei colori. Esiste inoltre un'edizione limitata contenente 16 bonus tracks tratte da Reek of Putrefaction. Nel 2003 l'album viene ristampato per la prima volta e per eludere la censura internazionale si usò una copertina fittizia che copriva parzialmente l'artwork originale contenuto all'interno in versione integrale. 
Un'ultima ristampa venne pubblicata nel 2008 in formato DualDisc e conteneva da un lato la versione rimasterizzata dell'album originale, dall'altro un DVD contenente il video-documentario intitolato The Pathologist's Report Part II: Propagation.

## Tracce
1. Reek of Putrefaction – 4:11 (Jeff Walker, Bill Steer, Ken Owen)
2. Exhume to Consume – 3:51 (Jeff Walker, Bill Steer, Ken Owen)
3. Excoriating Abdominal Emanation – 4:32 (Jeff Walker, Bill Steer, Ken Owen)
4. Ruptured in Purulence – 4:11 (Jeff Walker, Bill Steer, Ken Owen)
5. Empathological Necroticism – 5:46 (Jeff Walker, Bill Steer, Ken Owen)
6. Embryonic Necropsy and Devourment – 5:14 (Jeff Walker, Bill Steer, Ken Owen)
7. Swarming Vulgar Mass of Infected Virulency – 3:11 (Jeff Walker, Bill Steer, Ken Owen)
8. Cadaveric Incubator of Endoparasites – 3:24 (Jeff Walker, Bill Steer, Ken Owen)
9. Slash Dementia – 3:23 (Jeff Walker, Bill Steer, Ken Owen)
10. Crepitating Bowel Erosion – 5:30 (Jeff Walker, Bill Steer, Ken Owen)

## Formazione
- Bill Steer - voce, chitarra
- Jeff Walker - voce, basso
- Ken Owen - batteria, voce